# Renommée (1698)
Pour les autres navires du même nom, voir La Renommée.
La Renommée est un vaisseau de ligne de quatrième rang de la Marine royale de Louis XIV, conçu par le constructeur Antoine Tassy aux chantiers navals de Bayonne et lancé en 1698. 

## Carrière
La première expédition de La Renommée a lieu, l'année de sa construction, sous le capitaine de vaisseau Pierre Le Moyne d'Iberville. En 1697, d’Iberville parti explorer la Nouvelle-France est rappelé en France par le ministre de la Marine, Louis Phélypeaux de Pontchartrain, qui le nomme chef d’une expédition d’exploration destinée à redécouvrir l'embouchure du fleuve Mississippi et à coloniser la Louisiane que les Britanniques convoitaient. D’Iberville embarque à Rochefort-sur-Mer, à bord de La Renommée, en compagnie de son frère Joseph Le Moyne de Sérigny, capitaine du Palmier. 
L'escadre française appareille de Brest le 24 octobre 1698. Le 25 janvier 1699, après trois mois de navigation, elle arrive à l’île de Santa Rosa face à la colonie espagnole de Pensacola, en Floride. D’Iberville part pour la baie de Mobile, et commence à explorer l’île Massacre, appelée plus tard île Dauphine. Il s’arrête entre Cat Island et Ship Island le 13 février 1699, puis continue ses explorations jusqu’au continent, à Biloxi, avec son frère Jean-Baptiste Le Moyne de Bienville. Il y construit un fort, appelé Fort Maurepas ou Old Biloxi, au nord-est de la Baie de Biloxi, le 1er mai 1699, proche de la ville actuelle d'Ocean Springs.
Rentrée en France, La Renommée est mis au mouillage aux ports de La Rochelle et de Rochefort-sur-mer pendant l'été 1701, dans l'attente de recevoir des instructions, découlant des discussions entre les Cours françaises et espagnoles. 
Début novembre 1701, elle échappe de peu à des vaisseaux corsaires, au nord d'Hispaniola. Le 7 novembre, elle fait escale au port de Cap-Français à Saint-Domingue (actuelle Haïti) pour réparation, le Palmier ayant perdu son mât, après avoir été frappé par la foudre. Ces réparations effectuées, l'escadre reprend la mer en direction de Mobile, où d'Iberville avait envoyé son frère en éclaireur, elle contourne le cap Saint-Antoine (en espagnol : Cabo San Antonio) à l'ouest de Cuba et s'enfonce dans le golfe du Mexique et atteint Pensacola le 15 décembre.
Dans les années 1710, le vaisseau sert entre la France et les Antilles et participe au développement de la Louisiane française.
La Renommée sert jusqu'en 1723, date à laquelle le vaisseau est retiré du service.

## Sources et bibliographie

### Ouvrages récents
- Bernard de La Harpe, Journal historique de l'établissement des Français à la Louisiane sur Google Livres, A.L. Boimare, 1831
- (en) Jay Higginbotham, Old Mobile: Fort Louis de la Louisiane, 1702-1711 sur Google Livres, University of Alabama Press, 1991 - 592 pages
- Michel Vergé-Franceschi (dir.), Dictionnaire d'Histoire maritime, Paris, éditions Robert Laffont, coll. « Bouquins », 2002, 1508 p. (ISBN 2-221-08751-8 et 2-221-09744-0)
- Jean Meyer et Martine Acerra, Histoire de la marine française : des origines à nos jours, Rennes, Ouest-France, 1994, 427 p. [détail de l’édition] (ISBN 2-7373-1129-2, BNF 35734655)
- Rémi Monaque, Une histoire de la marine de guerre française, Paris, éditions Perrin, 2016, 526 p. (ISBN 978-2-262-03715-4)
- Guy Le Moing, Les 600 plus grandes batailles navales de l'Histoire, Rennes, Marines Éditions, 2011, 619 p. (ISBN 978-2-35743-077-8)
- Martine Acerra et André Zysberg, L'essor des marines de guerre européennes : vers 1680-1790, Paris, SEDES, coll. « Regards sur l'histoire » (no 119), 1997, 298 p. [détail de l’édition] (ISBN 2-7181-9515-0, BNF 36697883)
- Étienne Taillemite, Dictionnaire des marins français, Paris, Tallandier, coll. « Dictionnaires », octobre 2002, 537 p. [détail de l’édition] (ISBN 978-2847340082)
- Jean-Michel Roche (dir.), Dictionnaire des bâtiments de la flotte de guerre française de Colbert à nos jours, t. 1, de 1671 à 1870, éditions LTP, 2005, 530 p. (lire en ligne)
- Alain Demerliac, La Marine de Louis XIV : nomenclature des vaisseaux du Roi-soleil de 1661 à 1715, Nice, Omega, 1992, 292 p. (ISBN 2-906381-15-2).

### Ouvrages anciens
- Onésime Troude, Batailles navales de la France, t. 1, Paris, Challamel aîné, 1867-1868, 453 p. (lire en ligne)
- Charles La Roncière, Histoire de la Marine française : La crépuscule du Grand règne, l’apogée de la Guerre de Course, t. 6, Paris, Plon, 1932, 674 p. (lire en ligne)
- Joseph Marmette, Les Machabées de la Nouvelle-France : histoire d’une famille canadienne, 1641-1748, Québec, Léger Brousseau, 1878, 180 p. (lire en ligne)